# East Anglia

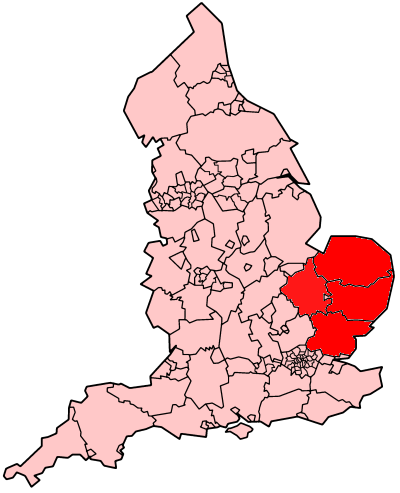
Lage Ostangliens in England; auf dieser Darstellung ist auch Essex mit eingeschlossen (als südliche der vier Grafschaften)

East Anglia (Ostanglien) ist die traditionelle Bezeichnung einer Gegend im Osten Englands, die sich zwischen London, dem Mündungsgebiet der Great Ouse und des Welland – genannt The Wash – sowie dem Mündungsgebiet der Themse erstreckt. Es umfasst die Grafschaften Cambridgeshire, Norfolk und Suffolk sowie Teile von Lincolnshire; mitunter wird auch die südlich gelegene Grafschaft Essex (ganz oder nur deren nördlicher Teil) dazugezählt. Sie deckt sich damit weitgehend mit der Region East of England des Britischen Verwaltungssystems, wobei Lincolnshire komplett zur Region East Midlands zu zählen ist. Die Bevölkerung lebt überwiegend in kleinen Dörfern, die beliebte Urlaubsziele für die Londoner Großstädter darstellen.

## Geschichte
In der Steinzeit war Ostanglien ein Zentrum der Gewinnung von Feuerstein, der dort auch als Baumaterial verwendet wurde.
Das Königreich der Ostangeln entstand um das Jahr 520 und setzt sich aus den historischen Counties Norfolk und Suffolk sowie teilweise Cambridgeshire und Essex zusammen. Traditionell war die Stadt Norwich der zentrale Verwaltungsort dieses Gebietes. Die Stadt ist seit 1961 zudem Sitz der University of East Anglia. Die Zusammensetzung des Gebietes hat viel mit der Geschichte aber auch mit der Physiographie der Region zu tun. Sie ist seit Tausenden von Jahren besiedelt und Colchester gilt als eine der ältesten Städte in England, die bereits in vorrömischer und römischer Zeit eine wichtige Rolle spielte. East Anglia war eines der angelsächsischen Königreiche Englands und die Bevölkerung setzte sich aus den nördlichen (Norfolk) sowie den südlich Bewohnern (Suffolk) und den an deren Siedlungsgebiete angrenzenden Gemeinden zusammen. Rædwald, über den nur wenig bekannt ist, war der erste mächtige König von East Anglia. Die Grabausstattung des Schiffsgrabes von Sutton Hoo spiegelt den Reichtum der Könige Ostangliens wider. Bis zum 20. November 870 blieb das Reich von Kriegen verschont, bis die Dänen einmarschierten und den letzten angelsächsischen König Edmund töteten; Edmund liegt in Bury Saint Edmunds begraben. 920 wurde es von den Sachsen zurückerobert.
Während des Zweiten Weltkrieges errichtete das britische Militär einige Flugplätze, von denen jedoch nur noch wenige in Gebrauch sind. Der wichtigste zivile Flughafen liegt bei Norwich.
In East Anglia gibt es einen regionalen Dialekt, das East Anglian English.

## Geografie, Klima und Vegetation
Die Landschaft besteht aus sanften Hügeln und ist mit glazialen Ablagerungen bedeckt. Die Täler sind flach und werden von Flüssen wie dem Wensum und dem Waveney durchflossen, die in die Nordsee münden. Sie setzt sich aus flachen Mooren und moorähnlichen Landstrichen zusammen. Klimatisch ist das Gebiet im Verhältnis zum ozeanischen Klima der Britischen Inseln kontinental beeinflusst; man findet dort Sonnenblumenfelder ebenso wie Lavendel- und Weinanbau.
Um den Ort Thetford (im Zentrum Ostangliens) herum erstrecken sich größere zusammenhängende Waldgebiete – unter anderem der so genannte King's Forest. Die Landschaft steigt im Bereich dieser Wälder bis auf ca. 150 Meter über dem Meeresspiegel an. Zur Nordseeküste hin befinden sich große Schwemmebenen auf Meereshöhe, die so genannten Norfolk Broads, die heute Teil des Broads National Park sind. Diese Ebenen sind von einem großen Wasserstraßennetz durchzogen und werden häufig von Erholungssuchenden zur Bootsfahrt genutzt. Bemerkenswert sind dort noch bestehende historische „Gezeitenmühlen“.

## Wirtschaft
Im späten Mittelalter war East Anglia für die Qualität seiner Wolle und die Herstellung von Wollprodukten bekannt. Norwich war vom 14. bis 18. Jahrhundert einer der Hauptorte des Weberhandwerks in England. Die Landwirtschaft und Schafzucht war immer ein wichtiger Wirtschaftsfaktor für diese Region. Der Anbau von Gerste nimmt einen Großteil der landwirtschaftlich genutzten Flächen ein. Entlang der Küste gibt es zudem wichtige Fischereihäfen und Ferienorte.
East Anglia ist eine Region, die eine beachtliche Bandbreite an Wirtschaftszweigen abdeckt. Besonders bezüglich der Biotechnologie und des Umweltschutzes bildet East Anglia ein wirtschaftliches Zentrum.
Das größte Cluster im Bereich der Biotechnologie, die Eastern Region Biotech Initiative (ERBI) befindet sich in East Anglia. In und rund um Cambridge sind mehrere Unternehmen über jenes miteinander verbunden, arbeiten dadurch kooperativ miteinander zusammen und steigern auch den Konkurrenzkampf untereinander, welcher wiederum Entwicklung vorantreibt. Zudem haben sich, ebenfalls in Cambridge, auch mehrere ICT-Unternehmen, also Information and Communications Technology Unternehmen, zu einem Cluster verbunden. Dass gerade das größte Biotechnologie Cluster in East Anglia liegt, ist auf die naturräumlichen Bedingungen zurückzuführen. In der Region gibt es viele Moorländer, Schwemmländer und Wälder, von denen die meisten unter Naturschutz stehen.
Des Weiteren sind gerade jene Naturschutzgebiete der Grund dafür, dass es sich ansässige Institute und Universitäten zur Aufgabe machen, zunächst zu forschen, um dann zu schützen.
Diese Institute und Universitäten sind für ihr Know-how weltweit sowohl bekannt als auch anerkannt.
East Anglia ist durch Cambridge in den London-Stansted-Cambridge Korridor eingebunden. Dieser „Korridor“ soll einen Zusammenschluss von Wachstumszonen in Großbritannien darstellen, der durch staatliche Finanzierung den Wachstumsprozess fördern soll. Mit jener staatlichen Finanzhilfe werden beispielsweise Wohnsiedlungen gebaut oder Studien über die jeweilige Wachstumszone ermöglicht.

## Ortschaften
- Burnham Thorpe
- Bury St Edmunds
- Cambridge
- Cromer
- Dunwich
- Duxford
- Ely
- Felixstowe
- Great Yarmouth
- Happisburgh
- Ipswich
- King’s Lynn
- Lowestoft
- Mundesley
- Newmarket
- North Walsham
- Norwich
- Peterborough
- Sheringham
- Snape
- Southwold
- Trunch
- Woodbridge